# František Melichar (generál)
František Melichar (31. srpna 1889 Mladá Vožice – 23. června 1975 Louny) byl československý legionář a prvorepublikový generál. V době Mnichovské krize měl v čele 3. pěší divize zajišťovat obranu severních Čech. V roce 1939 odešel do výslužby a v době německé nacistické okupace spolupracoval s odbojem.

## Vyznamenání
- Medaile za chrabrost Miloše Obiliče[1], zlatá, 1915 (Srbské království)
- Řád Hvězdy Karadjordevičů[2], IV. třída, 1916 (Srbské království)
- Pamětní medaile na pochod Albánií[3], 1916, (království SHS)
- Řád bílého orla, IV. třída s meči, 1918 (Srbské království)
- Československý válečný kříž 1914–1918, 1919
- Československá revoluční medaile, 1919
- Řád rumunské koruny, III. třída, 1922 (Rumunské království)
- Československá medaile Vítězství, 1922
- Pamětní medaile na válku 1914–1918[4], 1923 (Francie)
- Řád Spasitele, III. třída, 1924 (Řecko)
- Medaile za vojenské zásluhy[5], 1925 (Srbské království)
- Řád svatého Sávy, II. třída, 1925 (Srbské království)
- Řád Polonia Restituta, III. třída, 1927 (Polsko)
- Řád čestné legie, V. třída – rytíř, 1928 (Francie)
- Pamětní válečná medaile 1915–1918[6], 1928 (Italské království)
- Pamětní medaile na válku 1914–1918[7], 1918 (království SHS)
- Řád bílého orla, III. třída, 1929 (Jugoslávské království)
- Řád bílého orla, III. třída s meči, 1937 (Jugoslávské království)
- Řád Hvězdy Karadjordevičů, II. třída, 1938 (Jugoslávské království)
- Pamětní odznak Čs. dobrovolce z let 1918–1919, 1945
- Československý válečný kříž 1939, 1945
- Pamětní medaile 21. střeleckého pluku terronského, 1948
- Pamětní medaile 35. pěšího pluku „Foligno“, 1948